# Зазнобин, Николай Прокофьевич
Николай Прокофьевич Зазнобин (7 декабря 1923, с. Барино, Тверская область — 15 августа 2001, Санкт-Петербург) — директор Ленинградского профессионально-технического училища Государственного комитета Совета Министров СССР по профессионально-техническому образованию. Герой Социалистического Труда (1971).

## Биография
Родился 7 декабря 1923 года в деревне Барино, Бельского уезда Смоленской губернии в крестьянской семье.
В 1930 году вместе с семьёй переехал в город Ленинград.
В 1941 году окончил среднюю школу и ушёл добровольцем на фронт. С июля 1941 года в рядах Красной Армии. Участник Великой Отечественной войны. В 1942 году был дважды ранен, в том числе тяжело в левую руку, вследствие чего стал инвалидом 2-й группы. В 1945 году — лейтенант, командир стрелкового взвода 219-го стрелкового полка 11-й стрелковой дивизии, воевал на Ленинградском фронте. За время войны был награждён орденом Отечественной войны 2-й степени  и орденом Красной Звезды.
В 1945 году демобилизовался из Советской армии. С 1945 года  работал руководителем военно-физической подготовки в Ленинградском 15-м специализированном училище. В 1947 году без отрыва от работы окончил Ленинградский физкультурный техникум, а в 1952 году — Ленинградскую высшую партийную школу и стал работать заместителем директора технического училища №2. С 1961 года — директор  профессионально-технического училища №10.
21 июля 1971 года Указом Президиума Верховного Совета СССР «за большие успехи, достигнутые в выполнении заданий пятилетнего плана по подготовке квалифицированных рабочих для народного хозяйства» Николай Прокофьевич Зазнобин был удостоен звания Героя Социалистического Труда с вручением Ордена Ленина и золотой медали «Серп и Молот».
Помимо основной деятельности был депутатом Ленинградского городского Совета народных депутатов трёх созывов.
Жил в Санкт-Петербурге. Умер 15 августа 2001 года, похоронен на кладбище Санкт-Петербургского крематория.

## Награды
- Медаль «Серп и Молот» (21.07.1971)
- Орден Ленина (21.07.1971)
- Орден Отечественной войны I (11.03.1985) и II (04.06.1945)
- Орден Красной Звезды (30.06.1945)
- Медаль «За оборону Ленинграда»
- Медаль «За победу над Германией в Великой Отечественной войне 1941—1945 гг.»